# XO (etichetta discografica)
XO (noto anche come XO Records) è un'etichetta discografica canadese fondata dal cantante The Weeknd e dai suoi manager Amir "Cash" Esmailian e Wassim “Sal” Slaiby. A partire dal 2012, opera come una filiale dell'Universal Music Group. Gli attuali componenti dell'etichetta sono The Weeknd, Belly, Nav, 88Glam e Black Atlass. L'etichetta ha debuttato con quattro pubblicazioni al numero 1 nella Billboard 200: gli album Beauty Behind the Madness e Starboy di The Weeknd, l'EP My Dear Melancholy, (sempre di The Weeknd) e l'album Bad Habits di Nav.

## Storia
XO è stata fondata dal cantautore canadese The Weeknd al fine di pubblicare i suoi mixtape del 2011 House of Balloons, Thursday e Echoes of Silence, che hanno contribuito ad aumentare la visibilità dell'artista e a promuovere l'etichetta attraverso varie esibizioni sul palco e riferimenti all'interno delle canzoni. The Weeknd ha anche iniziato a condurre accordi pubblicitari tramite l'etichetta a più punti vendita, in particolare collaborando con PAX Labs per distribuire una versione in edizione limitata del vaporizzatore PAX 2, una sigaretta elettronica che potrebbe essere utilizzata negli spettacoli durante il The Madness Fall Tour.
Dopo aver ottenuto un importante contratto discografico con Republic Records nel 2012, XO è stata anche assunta come una filiale e ha anche agito come distributori e produttori di qualsiasi musica creata da XO. Belly ha firmato come primo artista dell'etichetta nel 2015 e Derek Wise ha firmato più tardi nello stesso anno. Nav ha firmato con etichetta nel 2016. Entrando nella classifica come sussidiaria, l'etichetta ha pubblicato sette progetti dei loro artisti (escluso The Weeknd).
L'8 febbraio 2018, il cantante di Montréal Black Atlass ha pubblicato una nuova canzone, My Life, distribuita dalla XO. Black Atlass era già apparso al fianco di The Weeknd nel suo video musicale Secrets e in alcune pubblicità che coinvolgono le collezioni Puma x XO nel 2017.

## Discografia
L'etichetta ha pubblicato ufficialmente cinque album in studio, un EP e due raccolte. Ufficiosamente, l'etichetta ha pubblicato otto mixtape.